# Rennrodel-Europameisterschaften 1977
Die Rennrodel-Europameisterschaften 1977 fanden vom 12. bis 13. Februar auf der Kunsteisbahn am Königssee in der Bundesrepublik Deutschland statt, an der Sportler aus zehn Ländern teilnahmen. Königssee war nach 1967, 1972 und 1973 zum vierten Mal Austragungsort dieses Wettbewerbes. Die Rodler des Gastgebers gewannen alle drei Wettbewerbe und waren damit die erfolgreichste Nation dieser Titelkämpfe.

## Einsitzer der Frauen
| Platz | Sportler             | Land | Gesamtzeit Rückstand |
| ----- | -------------------- | ---- | -------------------- |
| 1     | Elisabeth Demleitner | FRG  | 3:15,89              |
| 2     | Margit Schumann      | GDR  | 3:16,44 / +0,55      |
| 3     | Margit Graf          | AUT  | 3:17,30 / +1,41      |
| 4     | Roswitha Stenzel     | GDR  | 3:17,58 / +1,69      |
| 5     | Amanda Pfeifer       | FRG  | 3:19,27 / +3,38      |
| 6     | Vera Zozuļa          | URS  | 3:19,78 / +3,89      |

## Einsitzer der Männer
| Platz | Sportler              | Land | Gesamtzeit Rückstand |
| ----- | --------------------- | ---- | -------------------- |
| 1     | Anton Winkler         | FRG  | 3:22,45              |
| 2     | Hans Rinn             | GDR  | 3:23,56 / +1,11      |
| 3     | Karl Brunner          | ITA  | 3:23,97 / +1,52      |
| 4     | Anton Wembacher       | FRG  | 3:25,01 / +2,56      |
| 5     | Paul Hildgartner      | ITA  | 3:26,05 / +3,60      |
| 6     | Horst Müller          | GDR  | 3:26,05 / +3,60      |
| ...   | ...                   | ...  | ...                  |
| 9     | Hans-Heinrich Winkler | GDR  | 3:27,13 / +4,68      |

## Doppelsitzer der Männer
| Platz | Sportler                           | Land | Gesamtzeit Rückstand |
| ----- | ---------------------------------- | ---- | -------------------- |
| 1     | Hans Brandner Balthasar Schwarm    | FRG  | 1:38,39              |
| 2     | Hans Rinn Norbert Hahn             | GDR  | 1:38,47 / +0,08      |
| 3     | Stefan Hölzlwimmer Rudolf Größwang | FRG  | 1:38,88 / +0,49      |
| 4     | Bernd Hahn Ulrich Hahn             | GDR  | 1:39,17 / +0,78      |
| 5     | Rudolf Schmid Reinhold Sulzbacher  | AUT  | 1:39,43 / +1,04      |
| 6     | Jindřich Zeman Vladimír Resl       | TCH  | 1:39,44 / +1,05      |

## Medaillenspiegel
| Platz | Land                            | Gold | Silber | Bronze | Gesamt |
| ----- | ------------------------------- | ---- | ------ | ------ | ------ |
| 1     | BR Deutschland                  | 3    | –      | 1      | 4      |
| 2     | Deutsche Demokratische Republik | –    | 3      | –      | 3      |
| 3     | Österreich                      | –    | –      | 1      | 1      |
| 3     | Italien                         | –    | –      | 1      | 1      |